# 市中街道 (乐陵市)
市中街道，是中华人民共和国山東省德州市乐陵市下辖的一个乡镇级行政单位。

## 行政区划
市中街道下辖以下地区：
振兴社区、阜盛社区、龙山社区、文昌社区、开元社区、兴隆社区、安居社区、五里岔村、大桥村、顺和社区村、仁和社区村、康庄社区村、东苑社区村、顺源社区村、西苑社区村、富城社区村、南鑫社区村、阳光社区村、中苑社区村、平安社区村、渤海社区村、育英社区村、三和社区村、云祥社区村、赵胡同村和臧家村。